# Sendangrejo (Baturetno)
Sendangrejo is een bestuurslaag in het regentschap Wonogiri van de provincie Midden-Java, Indonesië. Sendangrejo telt 2622 inwoners (volkstelling 2010).